# Tarlac
Tarlac is een provincie van de Filipijnen centraal gelegen op het eiland Luzon. De provincie maakt deel uit van regio III (Central Luzon). De hoofdstad van de provincie is de enige stad Tarlac City. Bij de census van 2015 telde de provincie ruim 1,3 miljoen inwoners.

## Geografie

### Topografie en landschap
Tarlac ligt in centraal op het noordelijke deel van het grootste Filipijnse eiland Luzon midden in de relatief vlakke gedeelten van het eiland. De provincie wordt begrensd door de provincies Pangasinan in het noorden, Nueva Ecija in het oosten, Pampanga in het zuiden en Zambales in het westen. De hoofdstad Tarlac City in het midden van de provincie ligt met een afstand van zo’n 125 kilometer precies midden tussen Manilla en Baguio, de voormalige zomerhoofdstad van het land.
Ongeveer twee derde van de provincie is vlak, terwijl het resterende deel heuvelachtig is. De grens met Zambales ligt aan de voet van een bergketen.

### Bestuurlijke indeling
Tarlac bestaat uit 1 stad en 17 gemeenten.

#### Stad
- Tarlac City

#### Gemeenten
| - Anao - Bamban - Camiling - Capas - Concepcion - Gerona - La Paz - Mayantoc - Moncada | - Paniqui - Pura - Ramos - San Clemente - San Jose - San Manuel - Santa Ignacia - Victoria |

Deze stad en gemeenten zijn weer verder onderverdeeld in 510 barangays.

## Demografie
Tarlac had bij de census van 2015 een inwoneraantal van 1.366.027 mensen. Dit waren 92.787 mensen (7,3%) meer dan bij de vorige census van 2010. Ten opzichte van de census van 2000 was het aantal inwoners gegroeid met 297.244 mensen (27,8%). De gemiddelde jaarlijkse groei in die periode kwam daarmee uit op 1,35%, hetgeen lager was dan het landelijk jaarlijks gemiddelde over deze periode (1,72%).

De bevolkingsdichtheid van Tarlac was ten tijde van de laatste census, met 1.366.027 inwoners op 3053,6 km², 447,3 mensen per km².

## Bestuur en politiek
Zoals in alle provincies in de Filipijnen is de belangrijkste bestuurder van Tarlac een gouverneur. De gouverneur wordt sinds 1987 elke drie jaar gekozen en is het hoofd van het provinciale bestuur en de uitvoerende organen. De huidige gouverneur van de provincie, Victor Yap is tijdens de verkiezingen van 2007 voor drie jaar gekozen. De vicegouverneur, momenteel Marcelino G. Aganon jr., is voorzitter van de provinciale raad. Deze provinciale raad is in Tarlac samengesteld uit 10 afgevaardigden. Deze afgevaardigden worden rechtstreeks gekozen door de stemgerechtigde inwoners in de drie kiesstricten van de provincie. Het 1e district omvat de gemeenten Anao, Camiling, Mayantoc, Moncada, Paniqui, Pura, Ramos, San Clemente en Santa Ignacio, het 2e district omvat de gemeenten Gerona, San Jose en Victoria en de stad Tarlac en het 3e district omvat de gemeenten Bamban, Capas, Concepcion en La Paz. District 1 en 3 hebben drie afgevaardigden in de provinciale raad. District 2 heeft er vier. De inwoners van de drie districten kiezen bovendien elk een afgevaardigde in het Filipijns Huis van Afgevaardigden.
Lijst van gouverneurs van Tarlac sinds 1901
| - 1901 – 1904 Alfonso Ramos - 1904 – 1905 Manuel de Leon - 1906 – 1909 Jose R. Espinosa sr. - 1910 – 1914 Gregorio Romulo - 1914 – 1919 Ernesto G. Gardiner - 1919 - 1922 Manuel de Leon - 1922 – 1925 Luis Morales - 1925 – 1928 Manuel de Leon - 1928 – 1931 Marcelino E. Agana - 1931 – 1937 Jose Urquico - 1938 – 1940 Alfonso A. Pablo - 1941 – 1941 Eduardo C. Cojuangco sr. - 1942 – 1944 Sergio L. Aquino - 1944 – 1944 Feliciano Gardiner - 1945 – 1948 Alejandro Galang - 1948 – 1953 Antonio E. Lopez | - 1954 – 1961 Arsenio A. Lugay - 1961 - 1967 Benigno Aquino jr. - 1967 – 1967 Lazaro O. Domingo - 1967 - 1969 Eduardo “Danding” Cojuangco - 1971 – 1972 Jose G. Macapinlac - 1972 – 1979 Eliodoro Castro - 1979 – 1984 Homobono C. Sawit - 1984 - 1986 Federico D. Peralta - 1986 – 1987 Candido L. Guiam - 1987 – 1988 Florendo Sangalang - 1988 – 1988 Carlos R. Kipping - 1988 – 1992 Mariano Un Ocampo III - 1992 – 1998 Margarita ”Tingting” Cojuangco - 1998 – 2007 Jose V. Yap - 2007 - 2010 Victor A. Yap |

## Economie
The belangrijkste sector van de economie van Tarlac is de landbouw. Tarlac produceert met name rijst en suikerriet. Andere landbouwproducten uit Tarlac zijn graan, kokosnoot, knoflook, ui en vruchten zoals mango, banaan en Calamondin. De visindustrie in Tarlac beperkt zich, vanwege het ontbreken van een kustlijn, tot het kweken van vis in kweekvijvers. Veel van de geproduceerde landbouwproducten worden in de provincie zelf verder verwerkt. Er zijn diverse rijst en graanmolens en drie suikerverwerkingscentrales. De provincie behoort tot de belangrijkste producenten van suiker in het land.
In het westen van de provincie op de grens met Zambales wordt hout gekapt in de resterende bossen en vervolgens verder verwerkt. Daarnaast zijn in dat gebied ook mijnen waaronder mangaan en ijzererts, keramiek en vuurvaste mineralen worden gewonnen.
Uit cijfers van het National Statistical Coordination Board (NSCB) uit het jaar 2003 blijkt dat 18,4% (13.866 mensen) onder de armoedegrens leefde. In het jaar 2000 was dit nog 33,6%. Tarlac was daarmee gemiddeld duidelijk minder arm dan het landelijk gemiddelde van 28,7% en stond 69e op de lijst van provincies met de meeste mensen onder de armoedegrens. Van alle 79 provincies, ten tijde van het onderzoek, stond Tarlac 67e op de lijst van provincies met de ergste armoede..

## Geboren in Tarlac
- Francisco Makabulos (17 september 1871), leider in Filipijnse Revolutie, politicus (overleden 1922);
- Luis Morales (25 augustus 1885), politicus (overleden 1938);
- Benigno Aquino sr. (3 september 1894), afgevaardigde, senator en minister van landbouw (overleden 1947);
- Cesar Bengzon (29 mei 1896), opperrechter Filipijns hooggerechtshof (overleden 1992);
- Carlos Romulo (14 januari 1899), generaal, politicus, diplomaat en journalist (overleden 1985);
- Eva Estrada-Kalaw (16 juni 1920), parlementslid en senator;
- O.D. Corpuz (1 december 1926), wetenschapper en schrijver (overleden 2013);
- Gregorio Brillantes (18 december 1932), auteur;
- Benigno Aquino jr. (27 november 1932), senator en oppositieleider (overleden 1983);
- Corazon Aquino (25 januari 1933), president van de Filipijnen (overleden 2009);
- Alberto Romulo (7 augustus 1933), senator en minister;
- Jose Cojuangco jr. (19 september 1934), politicus;
- Bernabe Buscayno (1943), communistenleider en oprichter New People's Army;
- Horacio Morales (11 september 1943), econoom en politicus (overleden 2012);
- Teresa Aquino-Oreta (28 juni 1944), afgevaardigde en senator;
- Lorna Tolentino (23 december 1963), actrice;
- Francisco Bustamante (29 december 1963), poolspeler;
- Mikee Cojuangco-Jaworski (26 februari 1974), amazone, actrice en IOC-lid.